# Yair Lapid
Yair Lapid (hebreu: יאיר לפיד‎) (Tel-Aviv, 5 de novembre de 1963) és un polític i periodista israelià que ha ocupat el càrrec de primer ministre d'Israel durant uns mesos de 2022. Anteriorment havia ocupat els càrrec de ministre de finances entre el 2013 i el 2014 i ministre d'afers estrangers entre 2021 i 2022. Abans de l'entrada en política, el 2012, amb el partit Yeix Atid, que ell mateix va fundar, havia sigut presentador de notícies a la televisió.

## Biografia
A les eleccions legislatives d'Israel del 2013, el seu partit, Yeix Atid, va ocupar la segona posició després d'aconseguir 19 escons a la Knesset. Aquest bon resultat va contribuir a incrementar la seva reputació com a líder centrista.
El març del 2013, després d'un acord amb el Likkud, partit que havia guanyat les eleccions, va ser nomenat ministre de Finances i membre del gabinet de coalició del Likkud-Yisrael Beiteinu, Yeix Atid, La Llar Jueva i Ha-Tenuà. El 2 de desembre de 2014, Netanyahu va destituir la ministra de Justícia Tsippi Livni, de Ha-Tenuà i al ministre de Finances  Yair de Yeix Atid, per la seva oposició a la lluita contra el programa nuclear de l'Iran, aconseguir que els palestins reconeguin Israel com a Estat jueu i continuar construint a les zones ocupades de Jerusalem est, i quatre ministres més de Yeix Atid van dimitir provocant la convocatòria de noves eleccions per al 17 de març de 2015, i el partit va passar a l'oposició.
Després de les eleccions de 2021, s'arribà a un acord de govern de Yamina, Yesh Atid, Blau i Blanc, Partit Laborista, Yisrael Beiteinu, Nova Esperança, Mérets, i la Llista Àrab Unida que preveia que Naftali Bennett de Yamina seria primer ministre fins al 27 d'agost de 2023, moment en què Yair Lapid de Yesh Atid agafaria el relleu com a primer ministre i que l'acció de govern se centraria en l'economia i en temes socials, emfatitzant la recuperació després de la Pandèmia de COVID-19. El 30 de juny de 2022, després de l'agreujament de les diferències entre els partits del govern i de patir algunes desercions que els feren perdre la majoria parlamentària, la Kenésset va aprovar la seva dissolució i convocatòria d'eleccions anticipades.

### Primer ministre
Segons els acords de coalició, Yair Lapid fou nomenat Primer ministre d'Israel a partir del dia 1 de juliol. fins que després de les eleccions legislatives d'Israel de 2022, Netanyahu tornà a ser nomenat primer ministre el 29 de desembre de 2022.